# Дёмина, Ирина Ивановна
Ири́на Ива́новна Дёмина (5 февраля 1945, Саратов — 2 июля 2011, Москва) — советская и российская актриса театра и кино, заслуженная артистка РСФСР.

## Биография
Ирина Ивановна Дёмина родилась 5 февраля 1945 года в Саратове, где окончила Саратовское театральное училище им. Слонова (ныне Театральный институт Саратовской государственной консерватории им. Собинова). В 1969 году окончила Театральное училище им. Б. Щукина (класс В. Львовой). В дипломном спектакле «Семья» по И. Попову сыграла роль Марии Александровны Ульяновой. После окончания Щукинского училища работала сначала в Театре на Таганке (1969—1971). С 1971 года до конца жизни играла в Центральном театре Советской армии (с 1993 года Центральный академический театр Российской армии). В 1980 году актрисе было присвоено звание Заслуженная артистка РСФСР.
Была замужем за актёром того же театра Александром Владимировичем Разиным (1945 — 2020). Детей не было.
Умерла 2 июля 2011 года от болезни печени. Похоронена в Саратове.

## Театральные работы
- Соня Гурвич — «А зори здесь тихие»
- Консуэлла — «Тот, кто получает пощечины»
- Лиза — «На трассе — непогода»
- Грейс — «А кругом люди»
- Девушка — «Птицы нашей молодости»
- Лена Озоровская —"Ночью без звёзд"
- Лена — «Вдовий дом»
- Наташа — «Снеги пали»
- Наталья — «Васса Железнова»
- Четвёртая — «Конец»
- Мария — «Святая святых»
- Светла — «На исходе дня»
- Люба — «Последнее свидание»
- Элис Мор — «Человек для любой поры»
- Зина — «Сад»
- Маргарита Готье — «Дама с камелиями»
- Вера — «Рядовые»
- Ли — «Схватка»
- Портрет Каретниковой — «Сватовство майора»
- Нина Петровна — «Статья»
- Ив — «Боже, храни короля!»
- Ева — «Адам и Ева»
- Квашня — «На дне»
- Шаблова — «Поздняя любовь»

## Фильмография
1. 1969 — Свой — Мила Таран, подружка Мамонова, физик-лаборант
2. 1970 — Спокойный день в конце войны (короткометражный фильм) — Качалова
3. 1973 — Следствие ведут ЗнаТоКи. Побег (дело № 8) — попутчица (нет в титрах)
4. 1973 — Ступени — Надя Корнеева (прототип - Мария Корецкая)
5. 1977 — Журавль в небе — Анастасия Петровна
6. 1978 — Васса Железнова — Наталья
7. 1989 — Святая святых — Мария
8. 2009 — Город соблазнов — эпизод

## Награды
- Заслуженная артистка РСФСР (1980)